# Жози Бартель (стадион)
«Жози́ Барте́ль» (люкс. Stade Josy-Barthel, фр. и нем. Stade Josy Barthel) — мультиспортивный стадион в городе Люксембурге одноимённого государства, построен в 1928 году, нынешнее название носит с июля 1993 года.
Стадион является местом проведения домашних матчей сборной Люксембурга по футболу, помимо этого является главной спортивной площадкой люксембургского спортивного общества «Спора» (фр. CAL Spora Luxembourg), членами которого являются 400 человек, что делает его самым большим в городе. Стадион назван в честь люксембургского легкоатлета Жози Бартеля, выигравшего в 1952 году Олимпийскую золотую награду в забеге на 1500 метров.